# Aeroportul Te Anau
Aeroportul Te Anau (IATA: TEU, ICAO: NZMO) este un aeroport din Murihiku⁠(d), Noua Zeelandă.
Situat la o altitudine de 209 m, aeroportul dispune de o singură pistă. Este operat de Murihiku⁠(d).